# Zgornje Loke
Zgornje Loke este o localitate din comuna Lukovica, Slovenia, cu o populație de 101 locuitori.